# Ali Magnitou
Ali Magnitou (* 18. April 2006 in der Demokratischen Republik Kongo) ist ein kongolesisch-türkischer Kinderdarsteller.

## Leben und Karriere
Magnitou wurde am 18. April 2006 in der Demokratischen Republik Kongo geboren. Magnitous Familie zog wegen der Arbeit des Vaters nach Istanbul. 2019 spielte er in dem Film Masal Şatosu: Sihirli Davet die Hauptrolle. Außerdem trat Magnitou in verschiedenen Werbespots auf. Seine nächste Hauptrolle bekam er 2021 in der Fernsehserie Masal Şatosu: Peri Hırsızı.

## Filmografie (Auswahl)
- 2019: Masal Şatosu: Sihirli Davet (Film)
- 2021: Masal Şatosu: Peri Hırsızı (Fernsehserie, 8 Episoden)